# 三島瑞穂
三島 瑞穂（みしま みずほ、1938年12月30日 - 2007年4月7日）は日本出身のアメリカ合衆国の作家、軍事評論家、安全保障/危機管理コンサルタント、元アメリカ陸軍特殊部隊群曹長。ベトナム戦争従軍者。鹿児島県奄美大島（現大島郡瀬戸内町）生まれ。既婚で一人娘がいる。アメリカ名はMizuho Mishima Bobroskie、ニックネームは"Bo"。
米陸軍勤務歴21年で約950回の落下傘降下経験を持つ。Special Forces Association（特殊部隊協会。グリーンベレー関係者の交流団体）の終身会員で、"D-446"のIDを持つ（D-###のIDが与えられるのはグリーンベレー在隊10年以上の者のみで、三島はその446人目ということになる）。また、Special Operations Association（特殊作戦協会。ベトナム戦争中、軍事顧問団に参加した将兵等による交流団体）の会員でもあった。米国籍を保有し、カリフォルニア州ロサンゼルスに居住していたが、2007年4月7日に肝臓ガンのため死去した。
軍事、安全保障、危機管理等に関する知識が豊富で、また元米陸軍特殊部隊員ということもあって、企業での講演やミリタリーイベントのゲストとしてしばしば来日していた。

## 経歴
- 1938年：鹿児島県奄美大島（現大島郡瀬戸内町）に生まれる。
- 1948年：母親が米軍人と再婚し、姓を「Bobroskie」に変更。同時に沖縄に転居。
- 1956年：沖縄県立那覇高等学校を卒業。
- 1958年：アメリカンハイスクールを卒業。同年、家族と共に渡米。
- 1959年：ワシントン州シアトルで米陸軍に志願入隊。
- 1959年～1960年：基礎訓練と空挺訓練に参加。

カリフォルニア州フォートオードの第3基礎戦闘訓練旅団第9大隊C中隊に配属され、6週間の基礎訓練に参加。当初は2年で除隊するつもりだったが、基礎訓練修了後に部隊長の推薦を受けて空挺学校に配属された。この背景には、時の大統領ジョン・F・ケネディが非正規戦に積極的だった影響でグリーンベレーの増強が実施され、それに伴う兵員確保のために成績優秀だと認められた者は、入営直後のルーキーであっても特殊部隊訓練に参加することができたということが挙げられる。
- 1960年～1963年：特殊部隊資格課程に参加。

1962年に機密事項取扱資格「セキュリティ・クリアランス（ファイナルトップシークレット）」を取得。資格者チェックにはFBI、さらに志願者が外国生まれの場合はCIAまでを動員して徹底的に行われる（この許可が下りないと特殊部隊員になれない）。
- 1963年：特殊部隊工兵専門家課程を修了。
- 1963年（約6ヵ月間）：第1特殊部隊グループのODA-221に配属。

最初のベトナム戦争従軍。南ベトナム中部のコントゥム省にあるMACV-SOG・FOB-2（特殊作戦群ベトナム軍事顧問団第2前方作戦基地、後のMACV-SOG-CCC）で勤務。この際のコールサインは“Valiant”（勇者）。
- 1963年～1965年：第1特殊部隊グループで勤務（同じODA-221かは不明　沖縄での勤務だと思われる）
- 1965年～1968年：第5特殊部隊グループで勤務。

ベトナム戦争に二度目の従軍。やはりMACV-SOG・FOB-2で偵察チームに所属。また、長距離偵察中隊長として敵戦線後方での待ち伏せ攻撃や捕虜捕獲作戦等に従事。
- 1966年：HALO（特殊部隊軍事自由降下・高高度降下低高度開傘）課程を修了。
- 1968年～1970年：第1特殊部隊グループで勤務。青瓦台襲撃未遂事件を受け、1968年2月から5月までは韓国国内で北朝鮮ゲリラに対する追撃作戦に参加。
- 1970年：国防総省外国語学校でベトナム語課程を修了。

1970年～1972年：第5特殊部隊グループで勤務。3度目のベトナム戦争従軍（やはりMACV-SOG所属か）。
- 1972年～1974年：第1特殊部隊グループの在日米軍連絡官と通訳主任を兼任。沖縄返還に伴う部隊撤収や業務引き継ぎに関する諸事項を担当。また、1972年に大型台風によってフィリピンに被害が出た際、救難／人道支援チームとして現地で活動。

1974年～1976年：第10特殊部隊グループの情報／作戦主任下士官。戦略戦術情報の収集と判定、それに基づく作戦立案方法を隊員に訓練。また、新入隊員のセキュリティクリアランスのチェックおよび取扱業務を担当。
- 1974年後半から1975年末まで国務省外国語学校のフィンランド語課程に参加。
- 1975年に特殊部隊戦闘潜水員資格課程を修了。

1976年～1980年：第10特殊部隊グループのODA-232（潜水／水中作戦チーム）指揮官。他の米軍特殊部隊のみならず、NATOをはじめとする諸外国特殊部隊とも合同で訓練を行う。
- 1979年：イランアメリカ大使館人質事件において救出作戦の支援チームの一員としてユタ州の山岳地帯で乗馬訓練に参加。
- 1980年4月：陸軍曹長で名誉除隊。予備役に登録し、現役のグリーンベレー隊員達との交流を続ける。

2000年：予備役登録満了、引退。
2007年： 体調不良のため病院で検査を受けた際に末期の肝臓ガンが発見される。4月7日ロサンゼルスの病院で死去 享年69
現役中に授与された勲章、資格徽章等は以下のとおり。
メリトリアスサービスメダル、ブロンズスターメダル、エア・メダル、陸軍コメンデーションメダル、善行章、派兵章、 所属部隊へフィリピン大統領感状、 ベトナム従軍章、 1960年飾り付ベトナム従軍章、 椰子の葉付ベトナム勇敢十字章、 戦闘歩兵章、上級空挺章、降着誘導員章、 スキューバ潜水章

## エピソード
- 2004年3月31日に米国民間軍事会社：ブラックウォーターの社員4名がイラク中部ファルージャで殺害された事件については4人の内1人は自分のよく知っている人物だと言う。
- 柘植久慶（“アメリカ陸軍特殊部隊群大尉待遇隊員”、“元カタンガ傭兵隊”、“元フランス外人部隊格闘技教官”等を自称する）の経歴を虚偽と主張し泥沼の論争を続けていた。著書でも「自称グリーンベレーの嘘」という項目で、名は伏せつつも暗に柘植を批判している。
- 幼い時期に故郷奄美大島を離れたが、アメリカにおいても同郷の人々との交流を行い、その親睦団体である「南カリフォルニア奄美会」の会長[1]を務めていた。
- 晩年はサバイバルゲームを趣味として過ごし、ミリタリー劇画の第一人者として有名な小林源文とも交流があった。ベトナム戦争の設定のヒストリカルゲームで共産党陣営の総大将である小林をヒット（サバイバルゲームにおける射殺）しようと企んでいたが、終ぞ実現することはなかった。